# Lauren Rain Williams
Lauren Rain Williams (25 de julio de 1999) es una deportista de Estados Unidos que compite en atletismo. Ganó una medalla de plata en el Campeonato Mundial de Atletismo Sub-20 de 2018, en la prueba de 200 m.